# !Action Pact!
!Action Pact! est un groupe de punk rock basé à Londres, formé en 1981 par le guitariste Wild Planet, le bassiste Kim Igoe, la chanteuse George Cheex et le batteur Joe Fungus. Le groupe se dissout en 1986.

## Histoire
Le premier nom de groupe choisi en 1980 est Bad Samaritans. John Igoe, de Dead Mans Shadow (DMS) était le chanteur original de Bad Samaritan, et il a quitté le groupe pour se concentrer sur D.M.S., avant le changement de nom. En 1981, ils intègrent à sa place la chanteuse Alison Charles, alias « George Cheex », qui a obtenu le poste grâce à « son courage de crier avec les chansons du groupe ». Le nom du groupe devient alors !Action Pact!.
Ils sortent un EP deux titres, Heathrow Touchdown, sorti en octobre 1981, alors que George et Joe n'avaient encore que 15 ans. London Bouncers et All Purpose Action Footwear attirent l'attention du DJ John Peel de BBC Radio 1. Il diffuse souvent leurs chansons et convainc le groupe d'enregistrer leur première session complète, ce qu'ils font le 22 février 1982. Ils enregistrent People, Suicide Bag, Mindless Aggression, Losers et Cowslick Blues. La bande démo qui en résulte attire l'attention du tout jeune label Fall Out Records, qui signe le groupe en tant que premier groupe de sa liste. Suicide Bag EP, sort en juillet 1982 et se hisse jusqu'à la 6e place des charts indie britannique.
Le groupe joue des morceaux avec des paroles engagées et conscientes,. Plus tard, le groupe sera rejoint par le batteur Grimly Fiendish et le bassiste Thistles. Le producteur Phil Langham jouera également de la basse sous le nom d'Elvin Pelvin, tandis que Kim Igoe, le bassiste, continuera d'être parolier. Le groupe se sépare en 1986.
Début 2016, Wild Planet (Des Stanley) décède d'un cancer.

## Autres projets
Wild Planet dirigeait le groupe de heavy rock Purge, dans lequel son fils, Mark Stanley, joue de la guitare basse ; Purge a parfois joué une reprise live de !Action Pact!. London Bouncers. Joe Fungus a également joué avec le groupe punk appelé Savage Upsurge.

## Discographie
Les chiffres cités dans le tableau proviennent du UK Indie Chart.

### Albums
| Titre                         | Détails de l'album                        | Palmarès des albums indépendants au Royaume-Uni |
| ----------------------------- | ----------------------------------------- | ----------------------------------------------- |
| Mercury Theatre - On the Air! | - Sorti en 1983 - Tomber                  | 5                                               |
| Survival of the Fattest       | - Sorti en 1984 - Registres des retombées | -                                               |

### Singles/EP
| Titre                          | Tableau des singles indépendants britanniques |
| ------------------------------ | --------------------------------------------- |
| Heathrow Touchdown EP          | -                                             |
| Suicide Bag EP                 | 6                                             |
| "People"                       | 13                                            |
| London Bouncers EP             | 23                                            |
| "Question of Choice"           | 36                                            |
| Yet Another Dole Queue Song EP | 7                                             |
| "Cocktail Credibility"         | 33                                            |